# Helmut Schmuck
Pour les articles homonymes, voir Schmuck.
Helmut Schmuck (né le 7 avril 1963 à Sankt Martin bei Lofer) est un marathonien et un coureur de montagne autrichien. Il est athlète olympique (1992), double champion du monde (1992, 1994) et champion d'Europe de course en montagne (1995, 1997) et a remporté 22 titres nationaux dans de multiples disciplines. 

## Biographie
Né à Sankt Martin bei Lofer, Helmut découvre la discipline de descente en canoë-kayak dont de nombreuses épreuves se déroulent sur la Saalach. Il se spécialise dans ce sport et décroche plusieurs médailles lors des championnats d'Autriche. Il termine à la cinquième place aux championnats du monde de descente 1987 à Bourg-Saint-Maurice. Lors d'une séance de tests effectuée chez le médecin du sport Hans Holdaus, ce dernier conclut qu'Helmut est plus prédisposé aux sports d'endurance et qu'il a atteint son maximum en canoë-kayak. Helmut décide alors de s'entraîner en course de fond et fait appel aux services du champion d'Autriche Robert Nemeth pour le conseiller. L'athlétisme prenant une part plus importante dans sa carrière sportive, il abandonne le canoë-kayak après la saison 1987,.
Son entraînement intensif porte rapidement ses fruits dès 1988. Helmut termine deuxième au marathon de Vienne en 2 h 17 min 50 s et décroche son premier titre national sur 25 kilomètres. Il ne se contente pas des courses sur route et s'impose également en course en montagne en remportant le titre national cette année-là à Linz.
Il démontre ses excellentes capacités sur tous les terrains en remportant quatre titres nationaux en 1990, en cross-country, sur piste sur 10 000 mètres et sur route sur 25 kilomètres et sur marathon. Il termine troisième et meilleur Autrichien du marathon de Vienne en 2 h 13 min 17 s. 
Helmut participe aux Jeux olympiques d'été de 1992 à Barcelone en marathon, où il décroche la 47e place. Trois semaines après, il prend le départ du parcours long lors du Trophée mondial de course en montagne à Suse. Surprenant ses adversaires, il prend un départ rapide. Il tient l'allure mais se fait rattraper par Jean-Paul Payet. Helmut parvient à le distancer à deux kilomètres de la fin et franchit la ligne d'arrivée en vainqueur. Il décroche également la médaille de bronze par équipes avec Florian Stern et Rudolf Reitberger.
En 1993, il devient champion d'Autriche de semi-marathon à Pinkafeld et remporte la course de Schlickeralm.
Lors de la première édition officielle du Trophée européen de course en montagne le 15 juillet 1995 à Valleraugue, il se retrouve face à son rival et ami Antonio Molinari. En début de parcours c'est le marathonien Davide Milesi qui prend les commandes, mais Helmut reprend l'avantage dans la montée, suivi par Antonio, et remporte le titre de champion d'Europe.
Désireux de briller devant son public à Telfes pour le Trophée mondial de course en montagne 1996, Helmut part en grand favori mais est rapidement dépassé par Antonio Molinari. Il doit renoncer à le poursuivre pour faire face à Severino Bernardini et Tommay Murray. D'abord doublé par ces derniers, il reprend finalement la troisième marche du podium à l'Écossais.
Il remporte la médaille d'argent au classement par équipes.
Il prend sa revanche sur Antonio Molinari lors du Trophée européen de course en montagne 1997 à Ebensee en dominant la course. Son compatriote Peter Schatz lui emboîte le pas mais cède du terrain dans la dernière montée, handicapé par ses chaussures de route, laissant la seconde place à l'Italien. L'équipe autrichienne décroche la médaille d'argent au classement par équipes. Cette année, il remporte la première édition du Grand Prix alpin grâce à une troisième place à la course de montagne du Danis et deux victoires aux courses de Schlickeralm et du Hochfelln. 
En juillet 2003, à 40 ans, après avoir remporté la médaille d'argent aux championnats d'Europe de course en montagne à Trente, il annonce vouloir mettre un terme à sa carrière sportive mais le jeu de la compétition le reprend et l'année suivante, il remporte son onzième titre de champion d'Autriche de course en montagne en s'imposant à la course du Muttersberg. Il remporte encore une médaille de bronze en 2007 et d'argent en 2008. 
Il dirige l'équipe nationale autrichienne de course en montagne en 2011 (équipe 2011: Andrea Mayr, Karin Freitag, Sabine Reiner, Alexander Rieder, Simon Lechleitner, Peter Pripfl, Markus Hohenwarter).
En 2019, il prouve qu'il est toujours compétitif en étant sacré champion d'Autriche de course en montagne dans la catégorie Masters M55 lors de la course de montagne de Lipizzanerheimat.

## Palmarès

### Piste
| Année | Compétition                        | Lieu        | Place | Épreuve  | Performance    |
| ----- | ---------------------------------- | ----------- | ----- | -------- | -------------- |
| 1990  | Championnats d'Autriche de 10000 m | Vienne      | 1er   | 10 000 m | 29 min 29 s 24 |
| 1995  | Championnats d'Autriche de 10000 m | Vöcklabruck | 1er   | 10 000 m | 29 min 48 s 39 |

### Route/cross
| Année | Compétition                              | Lieu               | Place | Épreuve       | Performance     |
| ----- | ---------------------------------------- | ------------------ | ----- | ------------- | --------------- |
| 1988  | Marathon de Vienne                       | Vienne             | 2e    | Marathon      | 2 h 17 min 50 s |
| 1988  | Championnats d'Autriche de 25 km         | Hohenems           | 1er   | 25 kilomètres | 1 h 18 min 20 s |
| 1988  | Marathon de Berlin                       | Berlin             | 17e   | Marathon      | 2 h 16 min 19 s |
| 1989  | Championnats d'Autriche de 25 km         | Natternbach        | 1er   | 25 kilomètres | 1 h 19 min 42 s |
| 1990  | Championnats d'Autriche de cross-country | Bad Tatzmannsdorf  | 1er   | Cross-country | 11 min 24 s     |
| 1990  | Marathon de Vienne                       | Vienne             | 3e    | Marathon      | 2 h 13 min 17 s |
| 1990  | Championnats d'Autriche de 25 km         | Wolfsberg          | 1er   | 25 kilomètres | 1 h 17 min 56 s |
| 1990  | Championnats d'Europe d'athlétisme       | Split              | 21e   | Marathon      | 2 h 30 min 28 s |
| 1990  | Championnats d'Autriche de marathon      | Amstetten          | 1er   | Marathon      | 2 h 23 min 27 s |
| 1991  | Marathon de Marrakech                    | Marrakech          | 5e    | Marathon      | 2 h 15 min 31 s |
| 1991  | Marathon de Munich                       | Munich             | 3e    | Marathon      | 2 h 15 min 45 s |
| 1991  | Marathon de Berlin                       | Berlin             | 17e   | Marathon      | 2 h 15 min 22 s |
| 1991  | Marathon de Palerme                      | Palerme            | 4e    | Marathon      | 2 h 15 min 6 s  |
| 1992  | Marathon de Paris                        | Paris              | 11e   | Marathon      | 2 h 13 min 59 s |
| 1992  | Jeux olympiques d'été                    | Barcelone          | 47e   | Marathon      | 2 h 23 min 38 s |
| 1993  | Championnats d'Autriche de semi-marathon | Pinkafeld          | 1er   | Semi-marathon | 1 h 6 min 8 s   |
| 1995  | Championnats d'Autriche de cross-country | Sankt Pölten       | 1er   | Cross-country | 33 min 34 s     |
| 1996  | Championnats d'Autriche de cross-country | Bad Kleinkirchheim | 1er   | Cross-country | 34 min 3 s      |
| 1999  | Championnats d'Autriche de cross-country | Itter              | 1er   | Cross-country | 30 min 39 s     |

### Course en montagne
| no  | masculin           | Course                                             | Longueur | Départ             | Temps           |
| --- | ------------------ | -------------------------------------------------- | -------- | ------------------ | --------------- |
| 1re | Médaille d'or      | Championnats d'Autriche de course en montagne      | 7,1 km   | 1er octobre 1988   | 29 min 34 s     |
| 1re | Médaille d'or      | Championnats d'Autriche de course en montagne      | 12,5 km  | 4 août 1991        | 44 min 19 s     |
| 4e  | 4e                 | Trophée mondial de course en montagne              | 17,3 km  | 8 septembre 1991   | 1 h 18 min 24 s |
| 1re | Médaille d'or      | Course de montagne du Danis                        | 10,4 km  | 12 juillet 1992    | 40 min 53 s     |
| 1re | Médaille d'or      | Trophée mondial de course en montagne              | 14,67 km | 30 août 1992       | 1 h 11 min 0 s  |
| 1re | Médaille d'or      | Championnats d'Autriche de course en montagne      | 13,4 km  | 20 juin 1993       | 54 min 16 s     |
| 1re | Médaille d'or      | Course de montagne du Danis                        | 6,3 km   | 11 juillet 1993    | 24 min 59 s     |
| 1re | Médaille d'or      | Course de Schlickeralm                             | 11,2 km  | 1993               | 57 min 49 s     |
| 1re | Médaille d'or      | Course de montagne du Kitzbüheler Horn             | 12,9 km  | 29 août 1993       | 59 min 4 s      |
| 1re | Médaille d'or      | Championnats d'Autriche de course en montagne      | 12 km    | 7 août 1994        | 55 min 53 s     |
| 1re | Médaille d'or      | Trophée mondial de course en montagne              | 13,07 km | 4 septembre 1994   | 1 h 1 min 1 s   |
| 1re | Médaille d'or      | Trans-Dimitile                                     | 35 km    | 11 décembre 1994   | 3 h 14 min 47 s |
| 1re | Médaille d'or      | Championnats d'Autriche de course en montagne      | 9,7 km   | 11 juin 1995       | 48 min 14 s     |
| 1re | Médaille d'or      | Course de montagne du Danis                        | 10,4 km  | 9 juillet 1995     |                 |
| 1re | Médaille d'or      | Trophée européen de course en montagne             | 10 km    | 15 juillet 1995    | 56 min 53 s     |
| 2e  | Médaille d'argent  | Course de Schlickeralm                             | 11,2 km  | 13 août 1995       | 1 h 1 min 23 s  |
| 1re | Médaille d'or      | Trans-Dimitile                                     | 35 km    | 10 décembre 1995   | 3 h 21 min 0 s  |
| 1re | Médaille d'or      | Championnats d'Autriche de course en montagne      | 14,5 km  | 2 juin 1996        | 59 min 41 s     |
| 1re | Médaille d'or      | Course de montagne du Danis                        | 10,4 km  | 14 juillet 1996    | 41 min 42 s     |
| 2e  | Médaille d'argent  | Challenge Stellina                                 | 14,5 km  | 18 août 1996       | 1 h 21 min 38 s |
| 3e  | Médaille de bronze | Trophée mondial de course en montagne              | 11 km    | 1er septembre 1996 | 59 min 25 s     |
| 1re | Médaille d'or      | Trophée européen de course en montagne             | 9,5 km   | 6 juillet 1997     | 49 min 46 s     |
| 3e  | Médaille de bronze | Course de montagne du Danis                        | 10,4 km  | 13 juillet 1997    | 42 min 17 s     |
| 1re | Médaille d'or      | Course de Schlickeralm                             | 11,2 km  | 17 août 1997       | 1 h 0 min 34 s  |
| 1re | Médaille d'or      | Course de montagne du Kitzbüheler Horn             | 12,9 km  | 24 août 1997       | 59 min 10 s     |
| 1re | Médaille d'or      | Course de montagne du Hochfelln                    | 8,9 km   | 28 septembre 1997  | 42 min 44 s     |
| 1re | Médaille d'or      | Championnats d'Autriche de course en montagne      | 11 km    | 7 juin 1998        | 50 min 43 s     |
| 1re | Médaille d'or      | Course de montagne du Feuerkogel                   | 11 km    | 2 août 1998        | 1 h 1 min 10 s  |
| 3e  | Médaille de bronze | Course de montagne du Kitzbüheler Horn             | 12,9 km  | 28 août 1998       | 1 h 0 min 57 s  |
| 6e  | 6e                 | Trophée mondial de course en montagne              | 15,2 km  | 20 septembre 1998  | 1 h 28 min 58 s |
| 3e  | Médaille de bronze | Course de montagne du Hochfelln                    | 8,9 km   | 4 octobre 1998     | 43 min 23 s     |
| 1re | Médaille d'or      | Championnats d'Autriche de course en montagne      | 9 km     | 6 juin 1999        | 47 min 56 s     |
| 3e  | Médaille de bronze | Course de Schlickeralm                             | 11,2 km  | 8 août 1999        | 1 h 1 min 50 s  |
| 1re | Médaille d'or      | Course de montagne du Feuerkogel                   | 11 km    | 15 août 1999       | 1 h 0 min 31 s  |
| 2e  | Médaille d'argent  | Course de montagne du Krvavec                      | 9 km     | 11 juin 2000       | 50 min 5 s      |
| 1re | Médaille d'or      | Championnats d'Autriche de course en montagne      | 15,5 km  | 16 juillet 2000    | 1 h 9 min 30 s  |
| 9e  | 9e                 | Trophée mondial de course en montagne              | 11,6 km  | 10 septembre 2000  | 51 min 18 s     |
| 4e  | 4e                 | Trophée européen de course en montagne             | 9 km     | 1er juillet 2001   | 50 min 52 s     |
| 1re | Médaille d'or      | Course de montagne du Schneeberg                   | 9,8 km   | 29 septembre 2001  | 55 min 17 s     |
| 1re | Médaille d'or      | Championnats d'Autriche de course en montagne      | 10 km    | 9 juin 2003        | 43 min 58 s     |
| 2e  | Médaille d'argent  | Championnats d'Europe de course en montagne        | 13,5 km  | 6 juillet 2003     | 1 h 7 min 13 s  |
| 3e  | Médaille de bronze | Course de montagne du Kitzbüheler Horn             | 12,9 km  | 24 août 2003       | 1 h 2 min 19 s  |
| 1re | Médaille d'or      | World Masters Mountain Running Championships - M40 | 10 km    | 19 septembre 2003  | 42 min 42 s     |
| 1re | Médaille d'or      | Championnats d'Autriche de course en montagne      | 10 km    | 6 juin 2004        | 54 min 0 s      |

## Records
| Épreuve       | Performance     | Date             | Lieu       |
| ------------- | --------------- | ---------------- | ---------- |
| 5 000 mètres  | 13 min 58 s 52  | 28 juillet 1989  | Wolfsburg  |
| 10 000 mètres | 28 min 55 s 42  | 23 juin 1990     | Kapfenberg |
| 10 kilomètres | 29 min 33 s 7   | 31 décembre 1988 | Bolzano    |
| 10 miles      | 53 min 12 s     | 22 mars 1997     | Leonding   |
| Semi-marathon | 1 h 5 min 9 s   | 24 mars 1996     | Vienne     |
| 25 kilomètres | 1 h 17 min 56 s | 12 mai 1990      | Wolfsberg  |
| Marathon      | 2 h 13 min 17 s | 22 avril 1990    | Vienne     |